# Isona Passola
Isona Passola  Vidal (Barcelona, 1953) es una productora, guionista y directora de cine española. También es la presidenta de la Academia del Cine Catalán. Es conocida por el éxito de las películas Pan Negro (Pa Negre, 2011) e Incierta gloria (Incerta Glòria, 2017), del director mallorquín Agustí Villaronga, así como por sus documentales sociales y políticos como Cataluña-Espanya (2009) o L'endemà (2014), ambos dirigidos por ella misma.

## Biografía
Isona Passola es hija del empresario catalán Ermengol Passola. Se licenció en Historia Contemporánea en la Universidad Autónoma de Barcelona.  
En 1992 fundó la productora Massa d'Or Produccions y desde entonces se ha dedicado fundamentalmente a la producción y dirección cinematográfica. Entre los ideales fundacionales de la productora destacan la encarnizada lucha para conseguir un cuerpo potente de cine en catalán; para la importancia de hacer cultura en la lengua propia y la convicción de que no existe ningún país fuerte sin una cultura audiovisual potente. El tándem formado por ella y Agustí Villaronga ha impulsado una trilogía temática sobre la guerra civil, conformada por las películas EL MAR (1999), PAN NEGRO (Pa Negre, 2010), ganadora de 9 premios Goya y 13 premios Gaudí, y la más reciente, INCIERTA GLORIA (Incerta Glòria, 2017), también premiada con 8 premios Gaudí. También ha producido películas de Jesús Garay, Mario Gas o Joaquim Jordá y una decena de documentales y TV movies. 
Su lado más político, mantenido también a lo largo de su trayectoria profesional, se concreta audiovisualmente en las producciones CATALUÑA-ESPANYA y L’ENDEMÀ (2014), que ella misma dirigió con objetivo de generar divulgación del independentismo. En la misma línea, figuró en la lista de Junts pel Sí para las elecciones del Parlamento de Cataluña del 2015 y se implicó en la campaña del Sí al referéndum del 1-O.  
También forma parte del Consell Nacional de la Cultura i les Arts (CoNCA); es presidenta de la Academia del Cine Catalán y de la Asociación de Productoras del Mediterráneo (APIMED), profesora universitaria en la Facultad de Comunicación Blanquerna de la Universidad Ramon Llull, presidenta del Consejo de Betevé, jurado del Premio de Honor Lluís Carulla y a menudo participa como tertuliana en diferentes medios de comunicación. 

## Filmografía
| Año  | Título                                 | Productora | Directora | Guionista | Notas                                                                         |
| 1990 | Despertaferro (largometraje)           | Sí         |           |           | De Jordi Amorós. Productora ejecutiva.                                        |
| 1993 | Les gens d'en face (largometraje)      | Sí         |           |           | De Jesús Garay. Productora ejecutiva.                                         |
| 1995 | El pasajero clandestino (largometraje) | Sí         |           |           | De Agustí Villaronga. Productora ejecutiva.                                   |
| 1998 | Mensaka (largometraje)                 | Sí         |           |           | De Salvador García Ruiz. Productora asociada.                                 |
| 1998 | El pianista (largometraje)             | Sí         |           |           | De Mario Gas. Productora ejecutiva.                                           |
| 2000 | El mar (largometraje)                  | Sí         |           |           | De Agustí Villaronga. Productora ejecutiva.                                   |
| 2000 | Valèria (TV movie)                     | Sí         |           |           | De Sílvia Quer. Productora ejecutiva.                                         |
| 2001 | Germanes de sang (TV movie)            | Sí         |           |           | De Jesús Garay. Productora ejecutiva.                                         |
| 2002 | Mucha sangre (largometraje)            | Sí         |           |           | De Pepe de las Heras. Productora ejecutiva.                                   |
| 2003 | De nens (documental)                   | Sí         |           |           | De Joaquim Jordà. Productora ejecutiva.                                       |
| 2004 | Desaparegut (documental)               | Sí         |           |           | De Julien Cunillera. Productora ejecutiva.                                    |
| 2004 | El manifest groc (documental)          | Sí         |           |           | De Xavier Montanyà. Productora ejecutiva.                                     |
| 2005 | Maria i Assou (TV movie)               | Sí         |           |           | De Sílvia Quer. Productora ejecutiva.                                         |
| 2007 | Mirant al cel (largometraje)           | Sí         |           |           | De Jesús Garay. Productora ejecutiva.                                         |
| 2008 | Les veus del català (documental)       | Sí         |           |           | De Sergi Doladé. Productora ejecutiva.                                        |
| 2009 | Cataluña-Espanya (documental)          | Sí         | Sí        | Sí        | De Isona Passola. Productora ejecutiva, directora y guionista.                |
| 2010 | Pa negre (largometraje)                | Sí         |           |           | De Agustí Villaronga. Basada en la novela Pa Negre de Emili Teixidor.         |
| 2013 | L'endemà (documental)                  | Sí         | Sí        | Sí        | De Isona Passola. Productora ejecutiva, directora y guionista.                |
| 2014 | Per on passa el futur (documental)     | Sí         | Sí        | Sí        | De Isona Passola y Joan Dolç. Productora ejecutiva, codirectora y coguionista |
| 2016 | El testament de la Rosa (documental)   | Sí         |           |           | De Agustí Villaronga. Productora ejecutiva.                                   |
| 2017 | Incerta Glòria (llargmetratge)         | Sí         |           |           | De Agustí Villaronga. Película basada en Incerta glòria de Joan Sales.        |
| 2018 | Utopia Iogurt (documental)             | Sí         |           |           | De Anna Thompson Teixidor y David Baksh. Productora ejecutiva.                |

## Premios y reconocimientos
- 2011: Premio de Honor Lluís Carulla[4]
- 2012: Creu de Sant Jordi[5]